# Tankenberg
Der Tankenberg ist ein Berg in der niederländischen Gemeinde Oldenzaal. Er ist 85 Meter hoch und damit der höchste Berg der Provinz Overijssel. Er ist Teil einer Eisrandlage. Auf dem Berg befindet sich seit 1955 eine Kapelle.